# 2061
Cette page concerne l'année 2061  du calendrier grégorien.
L'année 2061 est une année commune qui commence un samedi.
C'est la 2061e année de notre ère, la 61e année du IIIe millénaire et du XXIe siècle et la 2e année de la décennie 2060-2069.

## Autres calendriers
L'année 2061 du calendrier grégorien correspond aux années suivantes :
- Calendrier berbère : 3010 / 3011
- Calendrier hébraïque : 5821 / 5822
- Calendrier indien : 1982 / 1983
- Calendrier musulman : 1481 / 1482
- Calendrier persan : 1439 / 1440

## L'année 2061 dans différents domaines

### Astronomie
- 28 juillet : passage au périhélie de la comète de Halley[1],[2].

### Fiction
- 2061 : Odyssée trois, roman d'Arthur C. Clarke.